# アレクサンダー・カール (アンハルト＝ベルンブルク公)
アレクサンダー・カール（Alexander Carl, Herzog von Anhalt-Bernburg, 1805年3月2日 - 1863年8月19日）は、ドイツのアンハルト＝ベルンブルク公（在位：1834年 - 1863年）。

## 生涯
アンハルト＝ベルンブルク公アレクシウス・フリードリヒ・クリスティアンとその妻でヘッセン選帝侯ヴィルヘルム1世の娘であるマリー・フリーデリケの間の次男として生まれ、1834年に父より公爵位を継承した。
同年10月30日に、ゴットープにおいてシュレースヴィヒ＝ホルシュタイン＝ゾンダーブルク＝グリュックスブルク公フリードリヒ・ヴィルヘルムの娘フリーデリケと結婚したが、間に子供は生まれなかった。フリーデリケはデンマーク王クリスチャン9世の姉である。
1847年に同族のアンハルト＝ケーテン公ハインリヒが亡くなり、その後継者になることが決まっていたが、継承権を放棄した。1855年までにアレクサンダー・カールは精神疾患が悪化したためにホイムの城館に監禁された。一部の史料では、公爵は統合失調症を患っていたとする。アレクサンダー・カールは侍従で画家のヴィルヘルム・フォン・キューゲルゲンに手厚い看護を受けつつ、ホイムで余生を送った。公爵が統治不能となって以後は、公爵夫人フリーデリケが摂政として国務を代行した。
アレクサンダー・カールの死とともにアンハルト＝ベルンブルク公爵家は断絶し、その遺領を継承したアンハルト＝デッサウ公レオポルト4世（ケーテン公国も継承していた）が統一アンハルト公国を創設した。
| 先代 アレクシウス・フリードリヒ・クリスティアン | アンハルト＝ベルンブルク公 1834年 - 1863年 | 次代 レオポルト4世 |